# Estació de Martorell-Enllaç
Martorell-Enllaç és una estació de la xarxa de Ferrocarrils de la Generalitat de Catalunya (FGC) que pertany al bloc de línies S4, S8, R5 i R6 de la Línia Llobregat-Anoia i és l'estació on finalitza la línia S8. Està situada al nord-est de Martorell a la comarca del Baix Llobregat. Aquí es bifurca la Línia Llobregat-Anoia en els seus dos trams que es dirigeixen a Manresa-Baixador (R5) i Igualada (R6).
L'estació es va inaugurar el 1912 coincidint amb la inauguració de la línia del carrilet entre Barcelona-Martorell de via estreta, en la part del traçat de la línia Martorell-Igualada oberta el 1893. El 1924 l'estació esdevenia el punt de partida d'una línia de via estreta de Martorell a Manresa, suposant el punt de bifurcació de les branques cap a Igualada i Manresa.

## Serveis ferroviaris
| Línia Llobregat-Anoia de FGC |                   |          |                        |                        |
| Procedència/Destinació       | <                 | Línia    | >                      | Procedència/Destinació |
| Barcelona - Pl. Espanya      | Martorell-Central |          | Abrera                 | Olesa de Montserrat    |
| Barcelona - Pl. Espanya      | Martorell-Central | terminal |                        |                        |
| Barcelona - Pl. Espanya      | Martorell-Central |          | Abrera                 | Manresa-Baixador       |
| Barcelona - Pl. Espanya      | Martorell-Central |          | Sant Esteve Sesrovires | Igualada               |

## Galeria d'imatges

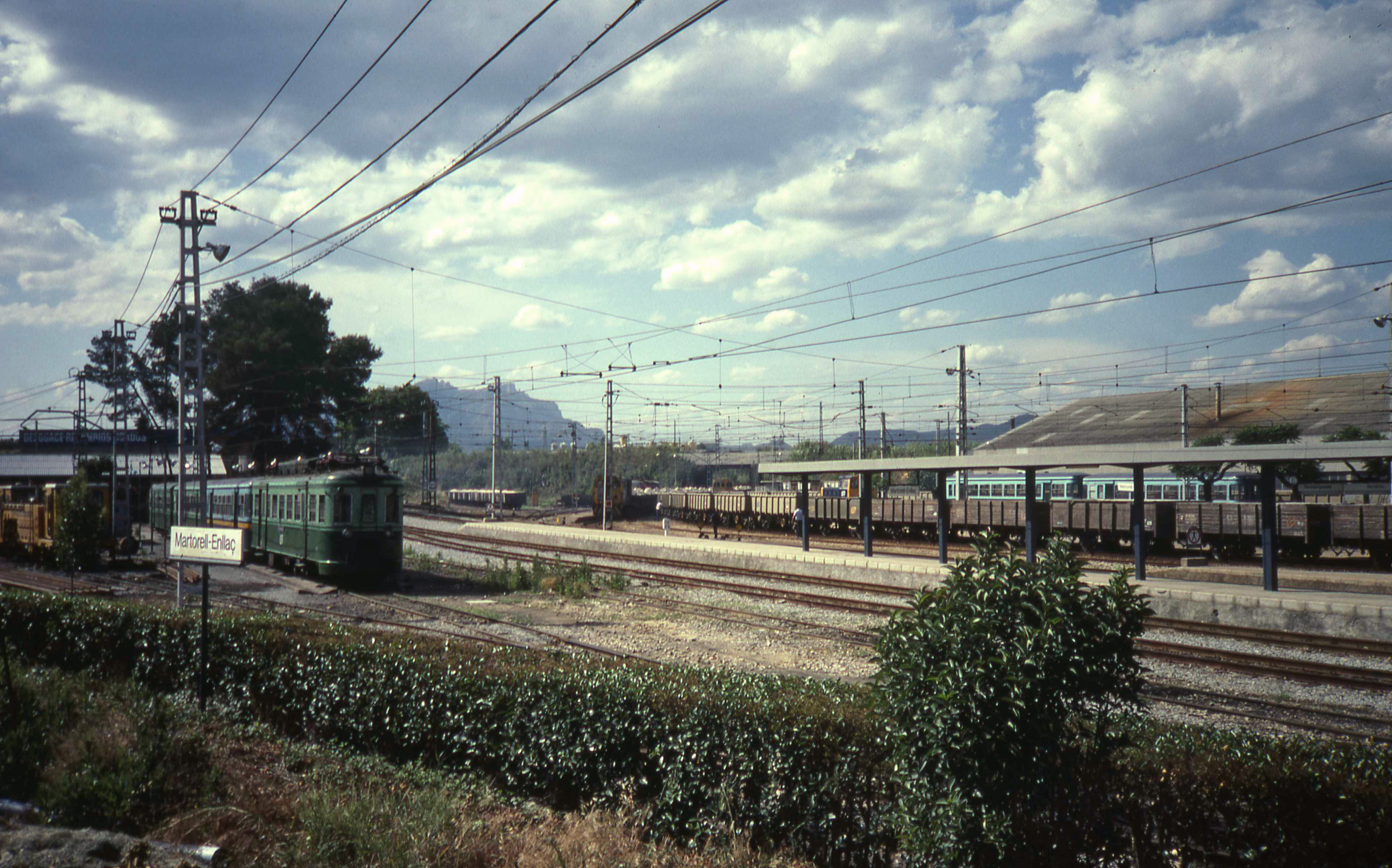
L'estació el 1987
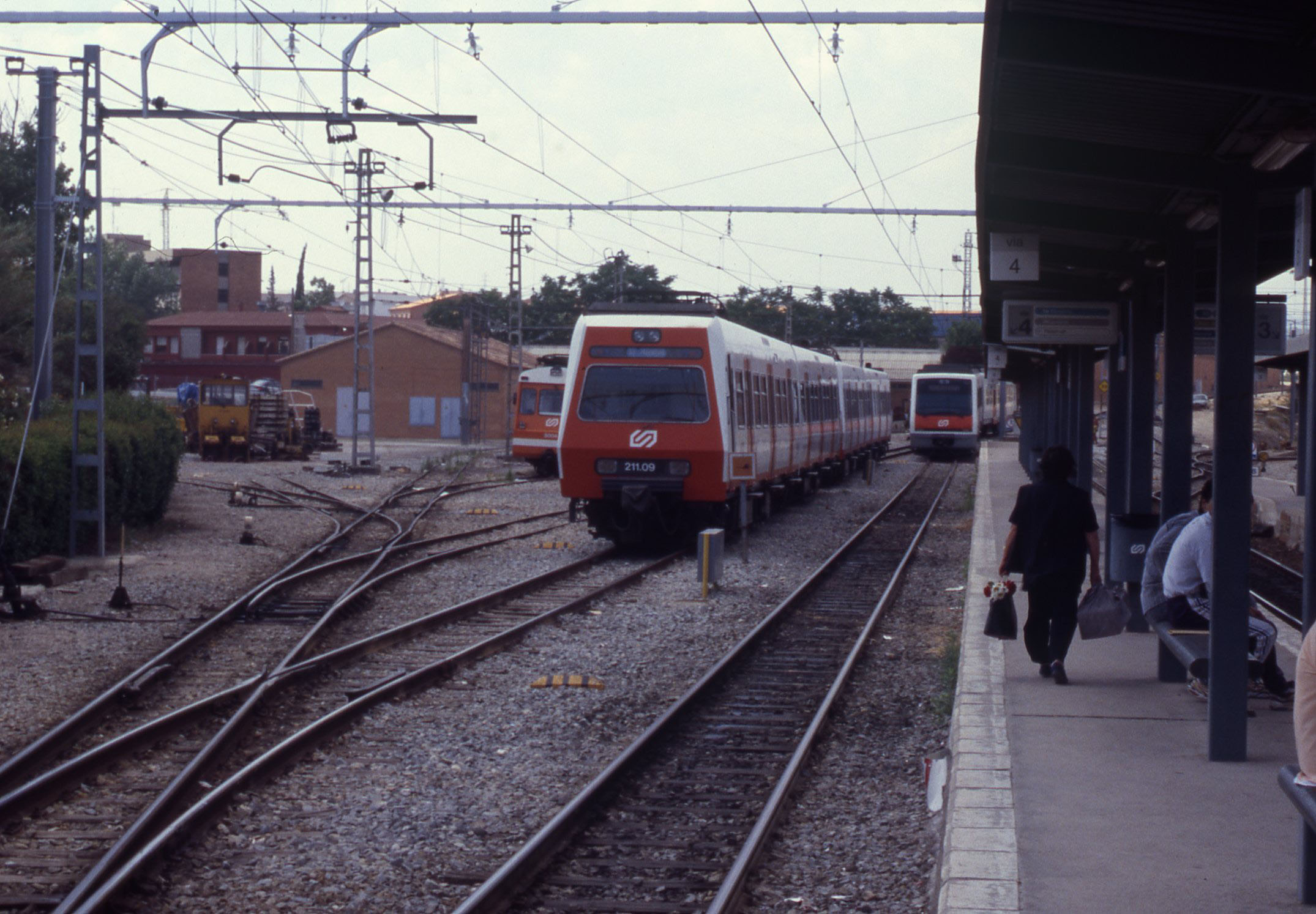
L'estació el 1999
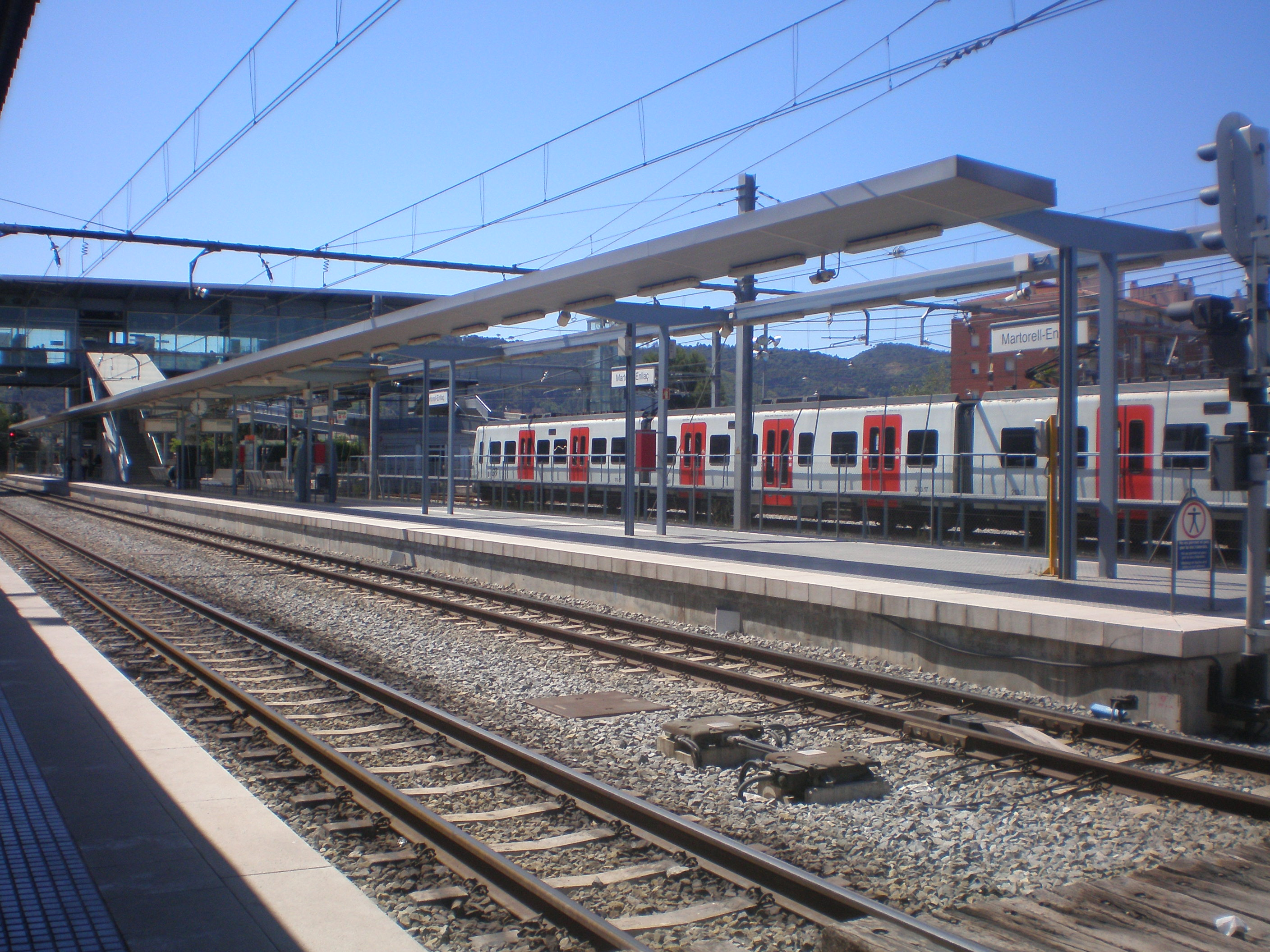
L'estació el 2009
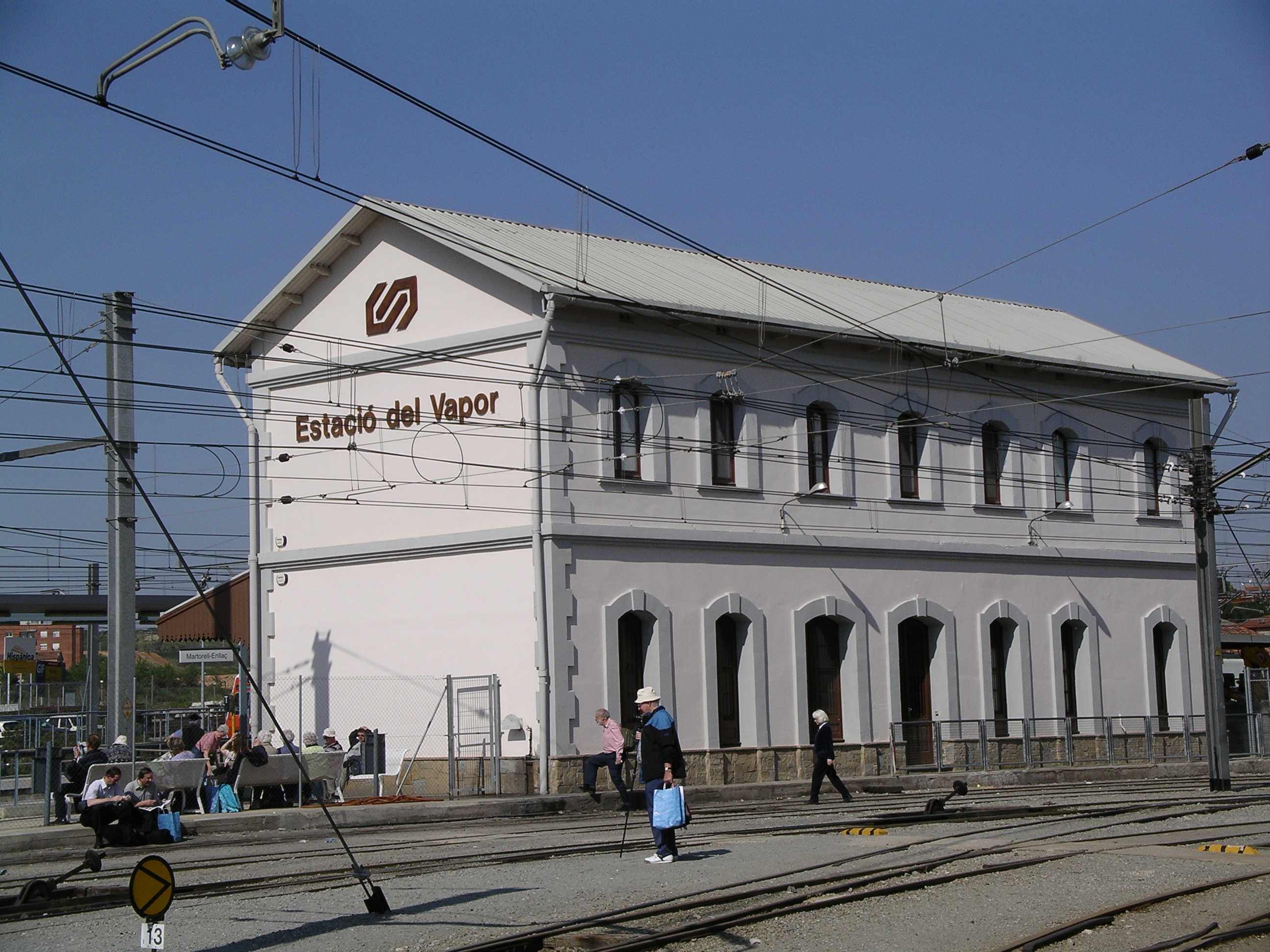
L'edifici de l'estació de 1912